# エウスタキウス
エウスタキウス（Eustachius、ギリシア語: Εὐστάθιος Πλακίδας）またはエウスタティウス（Eustathius）は、2世紀に生きたとされる、伝説的なキリスト教殉教者。祝日・記憶日はカトリック教会・正教会ともに9月20日（ユリウス暦を使用する教会では10月3日に相当）。ヤコブス・デ・ウォラギネの『黄金伝説』に取り上げられたことから、猟師の守護聖人として信仰を集めるようになった。正教会では大致命者エウスタフィ（ロシア語: Великому́ченик Евста́фий）と呼ばれる。

## 生涯

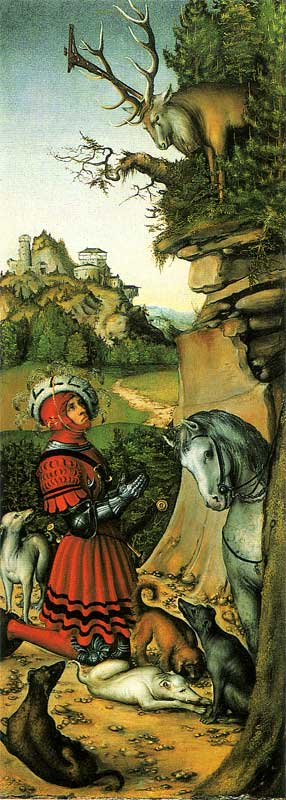
聖エウスタキウスの幻視、ルーカス・クラナッハ画

元の名はプラキドゥス（Placidus）といい、トラヤヌス帝に仕えるローマ帝国の将軍であった。ある日ティヴォリ近郊で猟をしていたところ、彼は突然キリストの幻視を見た。彼はすぐに改宗し、家族と共に洗礼を受けた。改宗後、幸運を意味するエウスタキウスに改名した。
彼の信仰を試すべく、試練が与えられた。彼の富は衰え、従僕らはペストで死んだ。彼が家族と海を渡っていたところ、船長はエウスタキウスの妻を誘拐した。エウスタキウスが2人の息子たちと川を渡っていたところ、突然現れた1頭のライオンと1頭の狼に息子たちをさらわれた。ヨブのように、様々な不幸に襲われても信仰を捨てなかったことを彼は証明すると、すぐにかつての富や家族が取り戻された。
しかし、彼は異教信仰を拒絶し、自身の信仰を公にしたことから、ハドリアヌス帝に捕らえられた。彼は妻と息子たちとともに、ファラリスの雄牛の中に閉じこめられ、そのまま火に焼かれて殺された（118年頃とされている）。